# Jessica Cediel
Jéssica Cediel (Bogotá, 4 de abril de 1982) es una actriz, periodista, modelo y presentadora de televisión colombiana, reconocida por haber presentado los programas Muy buenos días,  La Descarga, Estilo RCN y Yo me llamo.

## Biografía
Estudió Comunicación Social y Periodismo en la Universidad de La Sabana. En 2002, antes de terminar sus estudios, participó en el concurso Señorita Bogotá, que elige la representante de la capital colombiana al Reinado Nacional de la Belleza, donde Jessica quedó como virreina de la capital. La participación en el reinado capitalino le abrió puertas para trabajar en la televisión colombiana.
Su carrera en los medios comenzó como modelo publicitaria para comerciales de televisión y revistas. Su primera aparición como presentadora de televisión fue en el programa Bravissimo de Citytv, en la sección Bogotaneando.
En julio de 2007, se vinculó al Canal RCN como presentadora del programa Muy buenos días, que fue conducido por Laura Acuña, Jota Mario Valencia, Milena López y Adriana Betancur.
En marzo de 2011, dejó Muy buenos días para presentar Nuestra semana, nuestra tele, un programa de entretenimiento, en compañía del comediante colombiano Alejandro Riaño. También hizo parte del grupo de modelos-presentadoras de Estilo RCN. En noviembre, se informó que Jessica sufrió problemas de salud, debido a un procedimiento estético realizado por el cirujano Martín Carrillo. En marzo de 2012, la presentadora inició acciones legales contra Carrillo y pidió una indemnización de 400 millones de pesos, pero el proceso no prosperó y Carrillo fue absuelto.
En junio de 2014, se radicó en Miami, para hacer parte del programa El gordo y la flaca de Univisión, como presentadora de entretenimiento, también trabajó para Sal y Pimienta, de la misma cadena televisiva.
A través de redes sociales confirmó que el 10 de enero de 2025 recibió la ciudadanía estadounidense.

## Filmografía

### Presentadora
| Año        | Título                           | Rol               | Canal              |
| ---------- | -------------------------------- | ----------------- | ------------------ |
| 2024       | Hoy Día Bailamos                 | Participante      | Telemundo          |
| 2022-2025  | La descarga                      | Presentadora      | Caracol Televisión |
| 2021       | Juegos Olímpicos de Tokio 2020   | Reportera         | Telemundo          |
| 2021       | Pulsarmanía                      | Presentadora      | Caracol Televisión |
| 2020-2021  | Bingos felices - Sábados felices | Presentadora      | Caracol Televisión |
| 2019; 2023 | La Vuelta al Mundo en 80 Risas   | Participante      | Caracol Televisión |
| 2019       | La voz Estados Unidos            | Presentadora      | Telemundo          |
| 2018       | Exatlón Estados Unidos           | Reportera Digital | Telemundo          |
| 2018       | Viva el Mundial y Más            | Presentadora      | Telemundo          |
| 2018       | La vuelta a Rusia en 80 risas    | Invitada          | Caracol Televisión |
| 2017       | Yo me llamo                      | Presentadora      | Caracol Televisión |
| 2015-2017  | Sal y Pimienta                   | Presentadora      | Univision          |
| 2016-2017  | Premios Juventud                 | Presentadora      | Univision          |
| 2014-2015  | El gordo y la flaca              | Presentadora      | Univision          |
| 2012-2014  | Nuestra semana, nuestra tele     | Presentadora      | Canal RCN          |
| 2011-2014  | Estilo RCN                       | Presentadora      | Canal RCN          |
| 2007-2011  | Muy buenos días                  | Presentadora      | Canal RCN          |
| 2002-2007  | Bravissimo                       | Presentadora      | Citytv             |

## Televisión
| Año  | Título                        | Personaje        | Canal     |
| ---- | ----------------------------- | ---------------- | --------- |
| 2023 | Vuelve a mí                   | Celia            | Telemundo |
| 2019 | Betty en NY                   | Fiorella Ferrara | Telemundo |
| 2014 | Los graduados                 |                  | Canal RCN |
| 2012 | Historias clasificadas        |                  | Canal RCN |
| 2006 | Hasta que la plata nos separe |                  | Canal RCN |

## Cine
| Año  | Título                        | Personaje       | Rol                |
| ---- | ----------------------------- | --------------- | ------------------ |
| 2023 | Amar es madurar               | Elizabeth       |                    |
| 2021 | No me echen ese muerto        | Martina         |                    |
| 2021 | Lokillo en: Mi otra yo        | Liliana Navarro |                    |
| 2017 | Nadie sabe para quién trabaja | Antonia         | Protagonista       |
| 2017 | Una comedia macabra           | Lamia           | Actuación especial |
| 2017 | Condorito                     | Yayita          | Voz                |
| 2014 | Todas para uno                | María           | Protagonista       |

## Premios y nominaciones
| Año  | Galardón                    | Categoría                            | Medio/Programa               | Resultado |
| ---- | --------------------------- | ------------------------------------ | ---------------------------- | --------- |
| 2012 | Premios TVyNovelas          | Mejor Presentador de Entretenimiento | Nuestra semana, nuestra tele | Ganadora  |
| 2014 | Kids Choice Awards Colombia | Personalidad Favorita                | Twitter                      | Nominada  |
| 2014 | Premios TVyNovelas          | Mejor Presentador de Entretenimiento | Nuestra semana, nuestra tele | Nominada  |
| 2014 | Premios TVyNovelas          | Mejor Presentador de Entretenimiento | Estilo RCN                   | Nominada  |